# Passeport brésilien
Le passeport brésilien (en portugais : passaporte brasileiro) est un document de voyage international délivré aux ressortissants brésiliens, et qui peut aussi servir de preuve de la citoyenneté brésilienne.

## Histoire
Le terme "passeport" a été inséré pour la première fois dans la Constitution de l'Ancienne République du Brésil en 1891, qui stipulait que toute personne, quelle que soit sa nationalité, pouvait entrer et sortir du pays en temps de paix. Cependant, il existe des documents de voyage contrôlés aux ports d'entrée brésiliens dès 1530, et pendant la vague d'immigration au Brésil au XIXe siècle, les passeports étrangers étaient également contrôlés.

## Caractéristiques du passeport
L'actuel passeport brésilien est lisible à la machine, conforme à la norme du document 9303 de l'OACI et biométrique. Lors de la délivrance du passeport, les empreintes digitales, la signature et la photographie du titulaire sont acquises numériquement et stockées dans une base de données, mais seule l'image numérique du titulaire est codée dans le passeport physique, dans un code-barres bidimensionnel. Ce dernier, ainsi que les données d'identification personnelles du titulaire et sa photo, sont directement imprimés au laser sur le passeport ; seule la signature du titulaire est écrite à la main de manière traditionnelle. (L'ancien modèle vert ayant été conçu dans les années 1970, avant la généralisation de l'informatique, les données du titulaire y sont dactylographiées, voire manuscrites). Avec ses dimensions de 8,5 × 12,5 cm, le nouveau modèle de passeport est plus court de 1 cm en hauteur que son prédécesseur.
Les passeports délivrés avant novembre 2010 ne contiennent pas de puce RFID, mais une vingtaine de dispositifs de sécurité avancés, dont une bande de sécurité intégrée à la pâte à papier, des fils de couture et des filigranes à fluorescence rouge sous lumière ultraviolette, des images latentes, une encre optiquement variable, des perforations laser et un film plastique holographique protégeant la page de données du titulaire.
En novembre 2010, le passeport brésilien a commencé à être émis avec une puce RFID.

### Page d'identification
Il comporte une page de données avec une zone lisible par machine et une photographie numérique du titulaire du passeport. Toutes les informations sont écrites en portugais et en anglais.
- Photographie (Largeur : 50 mm, longueur : 70 mm, hauteur de la tête (jusqu'au sommet des cheveux) : 42 mm, distance du sommet de la photo jusqu'au sommet des cheveux : 8 mm)
- Type de document (P pour Passeport)
- Pays de délivrance (BRA = Brésil)
- Numéro du passeport
- Nom(s) de famille
- Prénom(s)
- Nationalité (Brasileiro(a))
- Date de naissance
- Numéro d'identité (en blanc par défaut)
- Sexe
- Lieu de naissance (localité et code de l'unité fédérée, ou pays de naissance; si né à l'étranger)
- Filiation (le ou les ascendants légaux)
- Date de délivrance
- Date d'expiration
- Autorité émettrice

La signature du porteur est apposée sur la troisième page.

## Message du passeport
Les passeports de nombreux pays contiennent un message, émanant nominalement du fonctionnaire ou du bureau chargé de la délivrance du passeport (par exemple, le secrétaire d'État, le ministre des Affaires étrangères), adressé aux autorités d'autres pays. Le message identifie le porteur comme un citoyen du pays émetteur, demande le libre passage dans l'autre pays, et demande en outre que, si nécessaire, l'aide et la protection soient accordées conformément aux lois internationales.
Dans les passeports brésiliens, le message n'est pas mis en évidence et n'est pas désigné comme un message des autorités brésiliennes. Il est imprimé au dos de la couverture avant, ainsi que sur trois autres blocs d'information. Il est rédigé en portugais, français, anglais et espagnol. Le message est le suivant :
En portugais :
Roga-se às autoridades estrangeiras que prestem ao titular deste passaporte auxílio e assistência em caso de necessidade.
En français :
Les autorités des États étrangers sont priées de bien vouloir prêter au titulaire de ce passeport aide et assistance au besoin.
En anglais :
Foreign authorities are requested to afford the bearer such assistance and protection as may be necessary.
et en espagnol :
Se ruega a las autoridades extranjeras que presten al titular de este pasaporte auxilio y asistencia en caso de necesidad.